# Бурхан Имад-шах
Бурхан Имад-шах (1558—1574) — четвертый султан Берара из династии Имад-шахов (1561—1568), сын и преемник Дарйи Имад-шаха, третьего султана Берара (1529—1561).

## Биография
Представитель династии Имад-шахов. В 1561 году после смерти Дарйи Имад-шаха его трехлетний сын Бурхан Имад-шах был объявлен новым султаном Берара. Регентом и фактическим правителем султаната стал Туфал-хан Дахни.
В январе 1565 года берарский султан Бурхан Имад-шах в составе коалиции деканских султанатов участвовал в разгроме армии Виджаянагарской империи в битве при Таликоте. В том же 1565 году султан Ахмаднагара Муртаза Низам-шах (1565—1588) вместе со своим союзником, султаном Биджапура Али Адил-шахом I, вторгся в Берарский султанат. Государство было опустошено, но из-за наступления сезона дождей союзники вынуждены были отступить.
В 1566 году Берарский султанат был оккупирован султаном Хандеша Мираном Мухаммад-шахом II (1566—1576). Регент Туфал-хан Дахни поручил командование армией Джагу Деву Рао, бывшему министру Голконды, который был уволен и укрылся в Бераре. Джаг Дев в ряде боёв нанес поражение хандешской армии.
Регент султаната Туфал-хан Дахни был амбициозным человеком. В 1568 году он узурпировал султанский престол и отправил десятилетнего султана Бурхана в заключение в крепость Нарнала, а сам принял титул султана. Туфал-хан не имел поддержки местного населения. В 1572 году султан Ахмаднагара Муртаза Низам-шах I предпринял новый поход на Берарский султанат. Туфал-хан бежал из столицы и укрылся в крепости Нарнала, где находился свергнутый султан Бурхан Имад-шах. Муртаза Низам-шах взял крепость Нарнала, где захватил в плен Бурхана Имад-шаха, Туфал-хана и его сына Шамс уль-Мулька. Берарский султанат был аннексирован и включен в состав Ахмаднагарского султаната. В 1574 году по приказу ахмаднагарского султана Муртазы Низам-шаха были убиты Бурхан Имад-шах, а также Туфал-хан и его сын Шамс уль-Мульк.